# جاي مورغان
جاي مورغان (بالإنجليزية: Jay Hill Morgan)‏ هو مهندس معماري أمريكي، ولد في 10 ديسمبر 1868 في بوفالو في الولايات المتحدة، وتوفي في 6 يونيو 1937.